# Dotsie Bausch
Dotsie Bausch (ur. 6 marca 1973 w Louisville) – amerykańska kolarka torowa i szosowa, srebrna medalistka olimpijska oraz srebrna medalistka mistrzostw świata.

## Kariera
Dotsie Bausch wywalczyła dwa medale na arenie międzynarodowej. Pierwszy sukces osiągnęła w 2007 roku na igrzyskach panamerykańskich w Rio de Janeiro, gdzie zdobyła brązowy medal w indywidualnej jeździe na czas. Cztery lata później, podczas mistrzostw świata w Apeldoorn w 2011 roku zdobyła wspólnie z Sarą Hammer i Jennie Reed srebrny medal w drużynowym wyścigu na dochodzenie. Bausch wygrywała ponadto krajowe wyścigi szosowe i dwukrotnie zdobywała mistrzostwo Stanów Zjednoczonych w kolarstwie torowym.